# 月芽铁线蕨

月芽铁线蕨（学名：Adiantum edentulum），为铁线蕨科铁线蕨属下的一个种。